# Nancy Parkinson

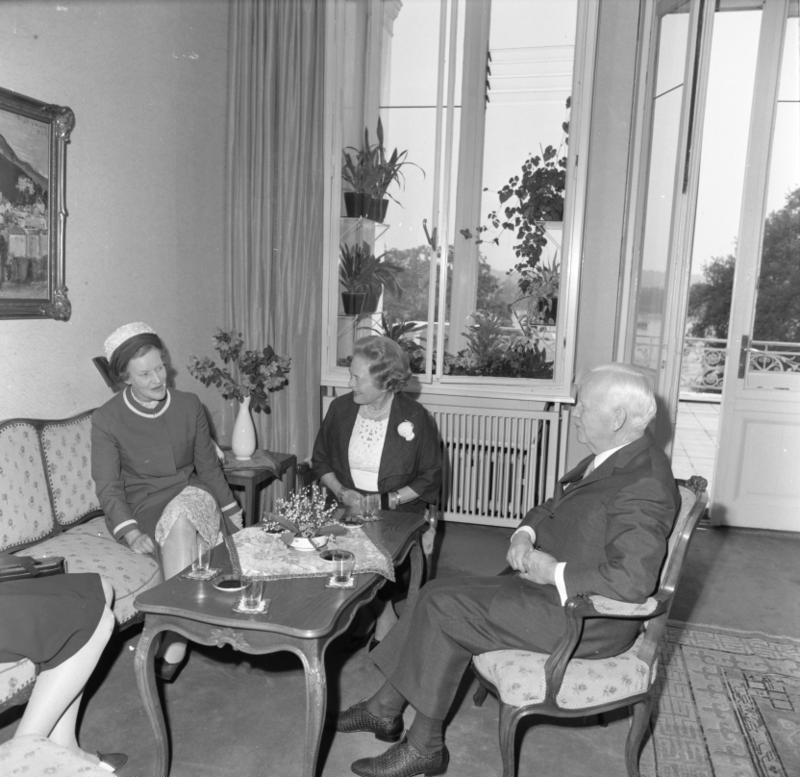
Nancy Parkinson (links), beim Empfang bei Bundespräsident Lübke am 11. Mai 1966

Dame Nancy Broadfield Parkinson, DCMG (* 23. Januar 1904; † 10. Dezember 1974) war eine britische Kulturfunktionärin.
Sie trat 1939 auf Wunsch des damaligen Vorsitzenden George Lloyd, 1. Baron Lloyd in den Dienst des British Council. Sie baute die neugeschaffene Resident Foreigners Division auf, die für die kulturelle Betreuung der Flüchtlinge und der alliierten Truppen zuständig war. In der Folge kam es zu einem landesweiten Netz von Regionalbüros. Nach dem Krieg wurde die Abteilung umbenannt in Home Division und der Schwerpunkt der Arbeit verlagerte sich auf ausländische Studenten im Vereinigten Königreich.
1965 wurde Parkinson als erste Frau als Dame Commander des Order of St. Michael and St. George geadelt. Sie trat 1968 in den Ruhestand.